# Apolpium
Apolpium es un género de arácnido del orden Pseudoscorpionida de la familia Olpiidae.

## Especies
Las especies de este género son:
- Apolpium cordimanum (Balzan, 1892)
- Apolpium ecuadorense Hoff, 1945
- Apolpium leleupi Beier, 1977
- Apolpium minutum Beier, 1931
- Apolpium parvum Hoff, 1945
- Apolpium rufeolum (Balzan, 1892)
- Apolpium vastum Beier, 1959